# Bientina
Bientina est une commune italienne d'environ 7 700 habitants située dans la province de Pise dans la région Toscane en Italie centrale.

## Administration
| Période                                  | Période | Identité | Étiquette | Qualité |
| ---------------------------------------- | ------- | -------- | --------- | ------- |
|                                          |         |          |           |         |
| Les données manquantes sont à compléter. |         |          |           |         |

### Communes limitrophes
Altopascio, Buti, Calcinaia, Capannori, Castelfranco di Sotto, Santa Maria a Monte, Vicopisano